# Хемус Ер
Вижте пояснителната страница за други значения на Хемус.
Хемус Ер (международно име Hemus Air) е бивша българска авиокомпания.
Създадена е през 1991 г., когато от Авиокомпания „Балкан“ е отделено звено, занимаващо се с въздушна фотография и други специфични дейности.
През 2001 г. компанията е продадена от правителството на групировката ТИМ и започва да извършва редовни и чартърни пътнически и товарни полети. От февруари 2009 г. всички самолети на „Хемус Ер“ работят за родителската компания Bulgaria Air - националния авиопревозвач на Република България.
Всички настоящи полети по направленията, обслужвани от „Хемус Ер“, се извършват от „България Ер“.